# Palazzo Beneventano del Bosco
Der Palazzo Beneventano del Bosco ist ein spätbarocker Adelspalast in der sizilianischen Stadt Syrakus und steht an der Piazza Duomo.

## Geschichte

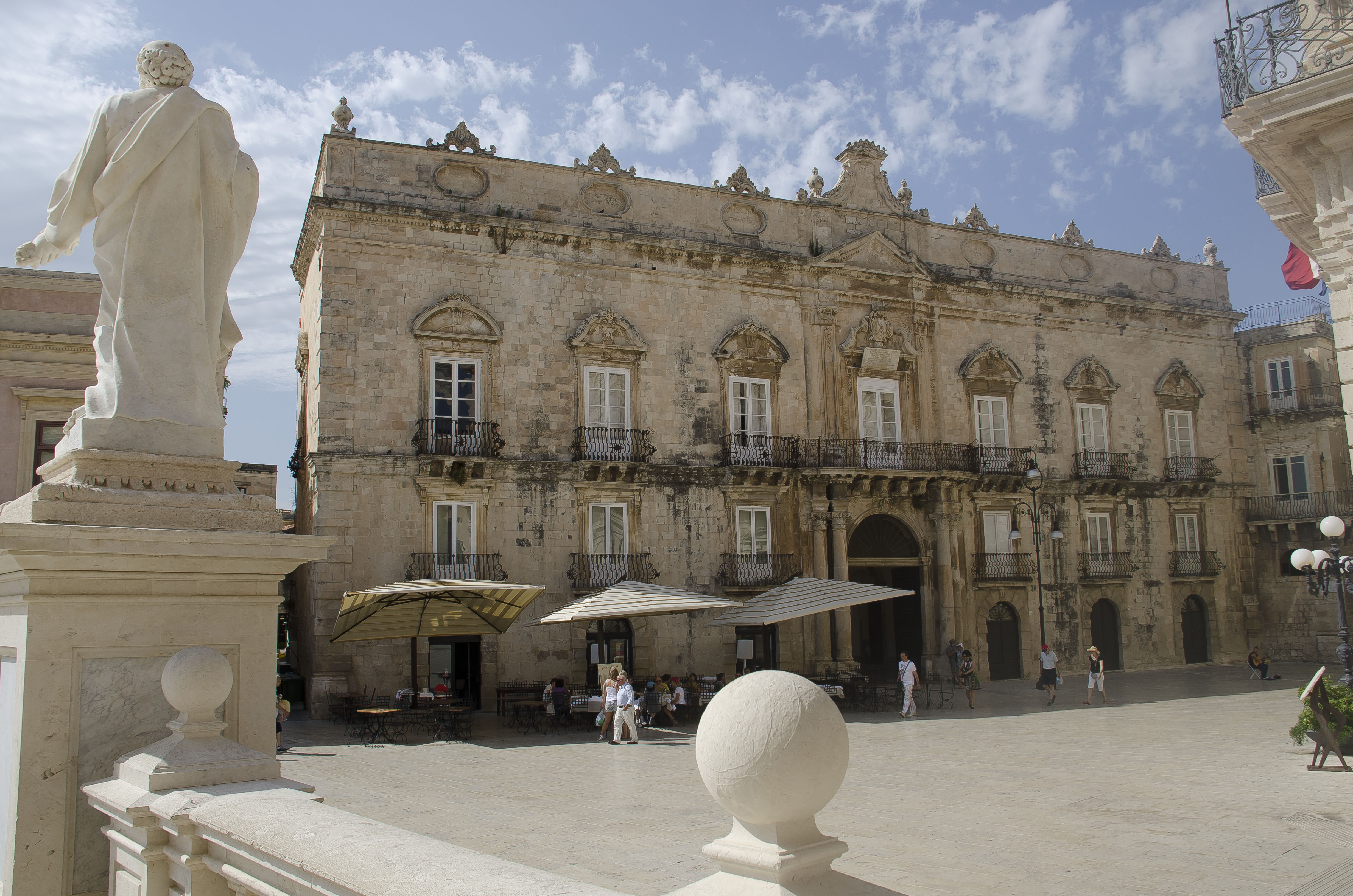
Fassade

Der Palazzo Beneventano del Bosco wurde zwischen 1779 und 1788 von Luciano Alì erbaut. Der Palazzo ist eine späte Schöpfung, zeigt aber noch keine Anzeichen vom Klassizismus. Am hinteren Abschluss des Innenhofs befindet sich eines der schönsten offenen Treppenhäuser ganz Siziliens. Seine Arkaden, heute zugemauert oder verglast, öffneten sich zu einem zweiten Hof auf der Rückseite des Palazzo. Das Treppenhaus muss einst der Höhepunkt einer der vollkommensten Schöpfungen des sizilianischen Barocks gewesen sein.
Die Adelsfamilie Beneventano gehörte zur regionalen Elite mit sehr viel Land- und Waldbesitz (daher del Bosco). Der Vorgängerbau der Familie Arezzo bot vielen hohen Behörden und Vereinigungen einen Sitz, darunter dem Malteserorden. Das Erdbeben von 1693 zerstörte ihn.
Dieser Palazzo beherbergte den Admiral Nelson und den König Ferdinand IV von Bourbon.

## Literatur

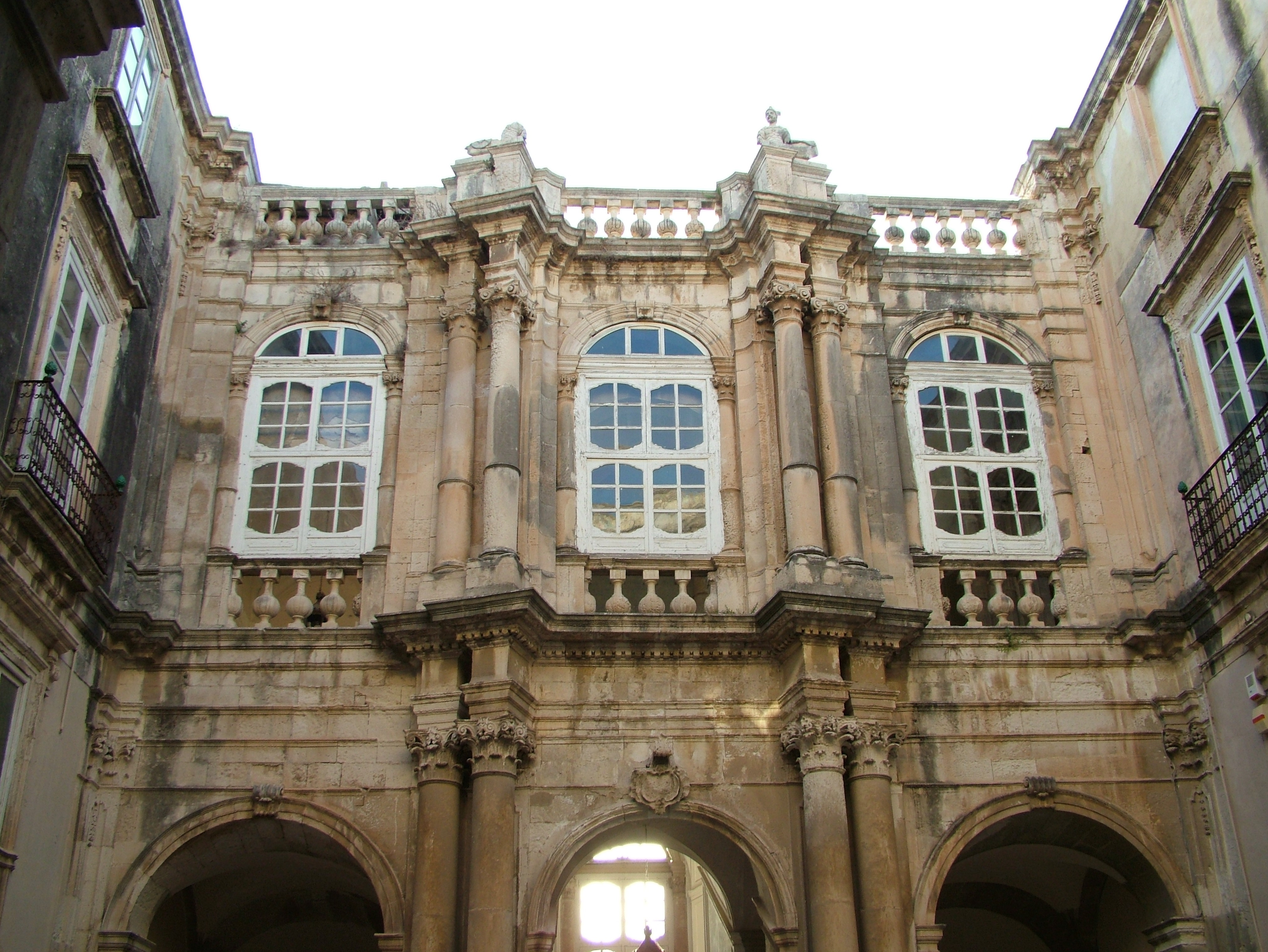
Innenansicht